# Opegrapha thelotrematis
Opegrapha thelotrematis är en lavart som beskrevs av Coppins. Opegrapha thelotrematis ingår i släktet Opegrapha och familjen Roccellaceae.   Inga underarter finns listade i Catalogue of Life.